# Uziel Muñoz
Uziel Muñoz Galarza (* 8. September 1995 in Nuevo Casas Grandes) ist ein mexikanischer Kugelstoßer, der gelegentlich auch im Diskuswurf an den Start geht.

## Sportliche Laufbahn
Erste internationale Erfahrungen sammelte Uziel Muñoz bei den Zentralamerika- und Karibik-Juniorenmeisterschaften 2014 in Morelia, bei denen er mit einer Weite von 17,35 m die Silbermedaille im Kugelstoßen gewann, wie auch mit 51,87 m im Diskuswurf. 2018 belegte er bei den Zentralamerika- und Karibikspielen (CAC) in Barranquilla mit 19,87 m den vierten Platz und 2019 gewann er bei der Sommer-Universiade in Neapel mit einem Stoß auf 20,45 m die Bronzemedaille hinter dem Polen Konrad Bukowiecki und Andrew Liskowitz aus den Vereinigten Staaten. Anschließend nahm er an den Panamerikanischen Spielen in Lima teil und gewann auch dort mit 20,56 m die Bronzemedaille, diesmal hinter dem Brasilianer Darlan Romani und Jordan Geist aus den Vereinigten Staaten. Zudem qualifizierte er sich auch für die Weltmeisterschaften in Doha, bei denen er aber mit 19,06 m nicht das Finale erreichte. 2022 gelangte er bei den Weltmeisterschaften in Eugene bis ins Finale und belegte dort mit 20,01 m den zwölften Platz. Im Jahr darauf steigerte er seinen eigenen Landesrekord auf 21,88 m und siegte mit 20,81 m bei den CAC-Spielen in San Salvador im Kugelstoßen und belegte mit dem Diskus mit 55,22 m den fünften Platz. Anschließend schied er bei den Weltmeisterschaften in Budapest mit 20,62 m in der Qualifikationsrunde aus. Im November gewann er bei den Panamerikanischen Spielen in Santiago de Chile mit 21,15 m die Silbermedaille hinter dem Brasilianer Romani und gelangte im Diskuswurf mit 55,22 m auf den fünften Platz. 2024 wurde er bei den Hallenweltmeisterschaften in Glasgow mit 19,28 m 15. Im August erreichte er bei den Olympischen Sommerspielen in Paris das Finale und belegte dort mit 20,88 m den achten Platz.
In den Jahren von 2017 bis 2019 sowie von 2021 bis 2024 wurde Muñoz mexikanischer Meister im Kugelstoßen sowie 2023 auch im Diskuswurf.

## Persönliche Bestweiten
- Kugelstoßen: 21,88 m, 27. Mai 2023 in Los Angeles (mexikanischer Rekord)
- Diskuswurf: 59,67 m, 15. Januar 2022 in Delicias